# 徐仕妍
徐仕妍（1997年3月15日—），中国女子柔道运动员，2021年亚洲柔道锦标赛女子78公斤以上级金牌得主、2022年亚洲柔道锦标赛女子78公斤以上级银牌得主、2022年亚洲运动会女子78公斤以上级银牌得主和混合团体铜牌得主。